# والدوبیادنه
والدوبیادنه (به ایتالیایی: Valdobbiadene) یک کومونه در ایتالیا است که در استان ترویزو واقع شده‌است. والدوبیادنه ۶۰٫۷۰ کیلومتر مربع مساحت و ۱۰٬۳۸۸ نفر جمعیت دارد و ۲۴۷ متر بالاتر از سطح دریا واقع شده‌است.

## خواهرخوانده
شهر مر خواهرخواندهٔ والدوبیادنه هست.